# Gunung Hudah (berg i Indonesien, lat 4,81, long 96,17)
Gunung Hudah är ett berg i Indonesien.   Det ligger i provinsen Aceh, i den västra delen av landet, 1 700 km nordväst om huvudstaden Jakarta. Toppen på Gunung Hudah är 862 meter över havet.
Terrängen runt Gunung Hudah är lite bergig. Runt Gunung Hudah är det mycket glesbefolkat, med 2 invånare per kvadratkilometer. I omgivningarna runt Gunung Hudah växer i huvudsak städsegrön lövskog.